# Víctor López Arias
Víctor López Arias (Asllani, Chocaya, Provincia Nor Chichas, Potosí, 11 de diciembre de 1927-Cochabamba, 8 de julio de 2017) fue un destacado líder anarquista libertario y Secretario General de la Federación Sindical de Trabajadores Mineros de Bolivia (FSTMB) en 1970 y de la Central Obrera Boliviana (COB) en 1989.

## Biografía
Víctor López nació en Asllani, Chocaya. Sus padres fueron Justino López Aván y Candelaria Arias. Con 15 años, fue nombrado despachador-pulpería en Telamayu, en la Compagnie Aramayo de Mines en Bolivia y posteriormente aceptado como obrero el 7 de enero de 1943. Por su dedicación al trabajo pasó de cajero a radio operador, encargado de pulpería y subjefe del depósito de mercaderías. Fue un trabajador modelo.
En 1957 fue elegido secretario de Cultura de la Federación Sindical de Trabajadores Mineros de Bolivia (FSTMB), y en 1961 fue elegido su secretario de Hacienda. En 1966, en plena dictadura de René Barrientos Ortuño, y con la actividad sindical prohibida, organizó el primer congreso sindical —clandestino— conocido como Congreso de Siete Suyos, que marcó el inicio de la lucha por los derechos sindicales en plena dictadura. En 1970 fue elegido secretario general de la FSTMB, cargo desde el cual apoyó la política nacionalista del general Juan José Torres. Durante la dictadura de Hugo Banzer estuvo exiliado en Chile; a su regreso fue arrestado y luego expulsado hacia Venezuela. Regresó a su país durante el gobierno de Lidia Gueiler, pero fue nuevamente expulsado por el nuevo dictador, Luis García Meza, esta vez hacia Perú. A su regreso, tras la caída de García Meza, organizó junto a Juan Lechín Oquendo la  gran huelga del 17 de septiembre de 1982, que forzó al último dictador, Guido Vildoso Calderón, a reunir el Congreso Nacional de 1980.
Terminado el período de las dictaduras bolivianas en 1982, formó parte del directorio de la Corporación Minera de Bolivia, y en 1989 fue elegido secretario general de la Central Obrera Boliviana (COB), máxima instancia del movimiento obrero boliviano. Se destacó como gran opositor al proyecto neoliberal de Jaime Paz Zamora y Gonzalo Sánchez de Lozada.
Tenía tendencia socialista, aunque no se consideraba marxista, sino “libertario” y con influencias anarquistas. En sus últimos años su salud se vio muy deteriorada: perdió por completo la vista, y luego perdió la casi totalidad del sentido del oído.
Falleció en la ciudad de Cochabamba el 8 de julio de 2017, por un cuadro de neumonía.

## Cargos ejercidos
- Secretario de Cultura de la Federación Sindical de Trabajadores Mineros de Bolivia (1957)
- Secretario de Hacienda de la Federación Sindical de Trabajadores Mineros de Bolivia (1957)
- Secretario General de Federación Sindical de Trabajadores Mineros de Bolivia (1970)
- Secretario Ejecutivo de la Central Obrera Boliviana (1989)
- Miembro del Tribunal de Honor de la Central Obrera Boliviana
- Miembro del Tribunal de Honor de la Federación Sindical de Trabajadores Mineros de Bolivia
- Fundador de la Asamblea Permanente de los Derechos Humanos de Bolivia.

## Reconocimientos
En 2007, el presidente Evo Morales le otorgó la medalla al Mérito Democrático por su lucha social para recuperar la democracia.